# Dialium orientale
Dialium orientale é uma espécie vegetal da família Fabaceae.
Pode ser encontrada nos seguintes países: Quénia, Somália e Tanzânia.
Está ameaçada por perda de habitat.